# (4417) Lecar
(4417) Lecar (1931 GC) – planetoida z pasa głównego asteroid okrążająca Słońce w ciągu 4,58 lat w średniej odległości 2,76 j.a. Odkryta 8 kwietnia 1931 roku.